# Cineac (Amsterdam)

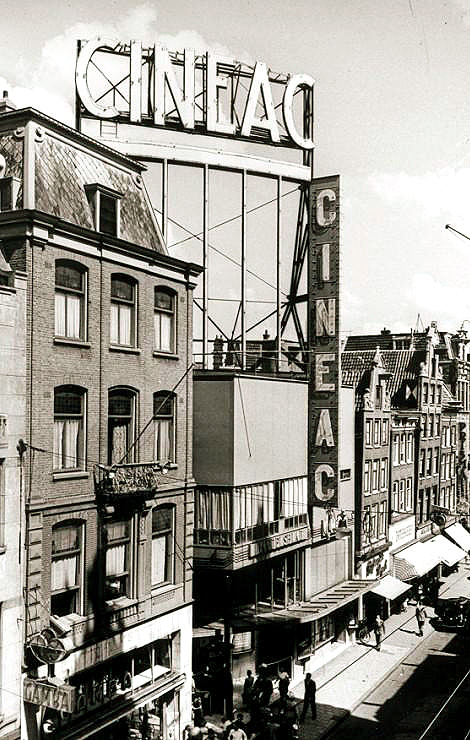
De Cineac aan de Reguliersbreestraat in Amsterdam. Foto: bmz.amsterdam.nl.

De Cineac in Amsterdam was een Cineac-bioscoop waar het filmjournaal werd vertoond. Cineac Amsterdam was gevestigd in de Reguliersbreestraat tegenover Theater Tuschinski, en werd gemakshalve Cineac Reguliersbreestraat genoemd.
De bioscoop werd ontworpen door architect Jan Duiker in de stijl van de nieuwe zakelijkheid of het nieuwe bouwen, en werd in 1934 gebouwd als onderdeel van de Franse keten Cineac. Deze keten was gespecialiseerd in het brengen van doorlopende nieuwsfilms, en verbond zich aan vaak aan een plaatselijke krant. De Cineac aan de Reguliersbreestraat stond in het begin dan ook bekend als de Cineac Handelsblad. De gevel bestond uit veel glas en staal. De muren van de filmzaal werden met asbest bespoten voor een goede akoestiek. Ook had de architect gedacht aan de bezoekers die nog kaartjes moesten kopen, want ook buiten liet hij verwarmingselementen monteren.
In 1992 werd de Cineac heropend als riksbioscoop, de eerste in Nederland. Er werden films van een half jaar tot een jaar oud vertoond, tegen een entreeprijs van f 2,50
In 1994 werd het gebouw grondig verbouwd en gerestaureerd en werd de gevelconstructie verbeterd. De buitenkant van het Cineac gebouw is een beschermd monument.

In 1996 werd de Cineac een bioscoop voor normale filmvoorstellingen.

Na de restaurantketen Planet Hollywood en ID&T, die het als evenementenlocatie gebruikte, kwam er de Restaurant Club Cineac waarin de nadruk lag op loungen.
In 2006 werd Tijs Verwest (DJ Tiësto) mede-eigenaar van de Amsterdamse Cineac. Het pand was kort daarvoor overgenomen door The Mansion, die ook het pand achter de Cineac kochten om geen problemen met geluidsoverlast te hebben. Op 7 juni 2007 werd de nieuwe club van DJ Tiësto geopend, een club met elektronische muziek en Chinese maaltijden.
In 1938 werd in Amsterdam op het Damrak een tweede Cineac geopend, Cineac Damrak. Deze sloot in 1983, en is nu een speelhal.